# ルーシー・リュー
ルーシー・リュー（Lucy Liu, 本名: Lucy Alexis Liu, 中国名: 劉玉玲、1968年12月2日 - ）は、アメリカ合衆国出身の女優。
同国を代表するアジア系俳優の一人で、代表作に映画『チャーリーズ・エンジェル』『キル・ビル』などがある。近年は、声優業もこなしている。

## 来歴

### 生立ち
両親（父：土木技師 上海出身、母：生物科学者 北京出身）は台湾からの移民で、3人兄弟の末っ子として生まれる。決して裕福な家庭ではなかった。家庭では中国語を使い、5歳になる前は英語を知らなかったという。
子供の頃から成績優秀で、入試の倍率が50倍という超難関のニューヨーク市立スタイブサント高校に入学。この高校は理数科教育を重視した英才教育で知られ、全米の高校学力ランキングの上位校に君臨しており、科学者・医師などを数多く輩出している。しかしこの高校のあまりの授業のレベルの高さに成績上位をキープできず、理系から文系に進路を変更。ニューヨーク大学に入学して1年後、ミシガン大学に編入、専攻はアジアの言語及び文化。

### キャリア

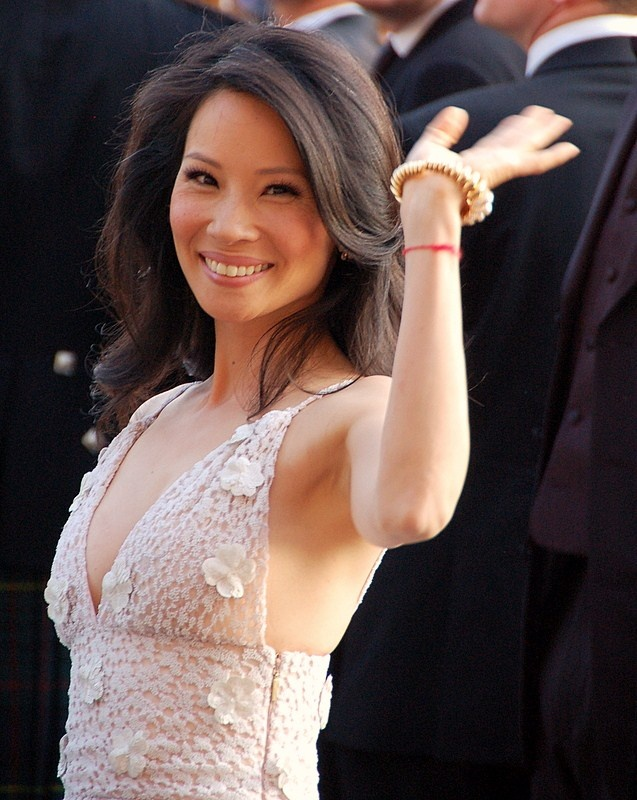
2008年のカンヌ国際映画祭にて

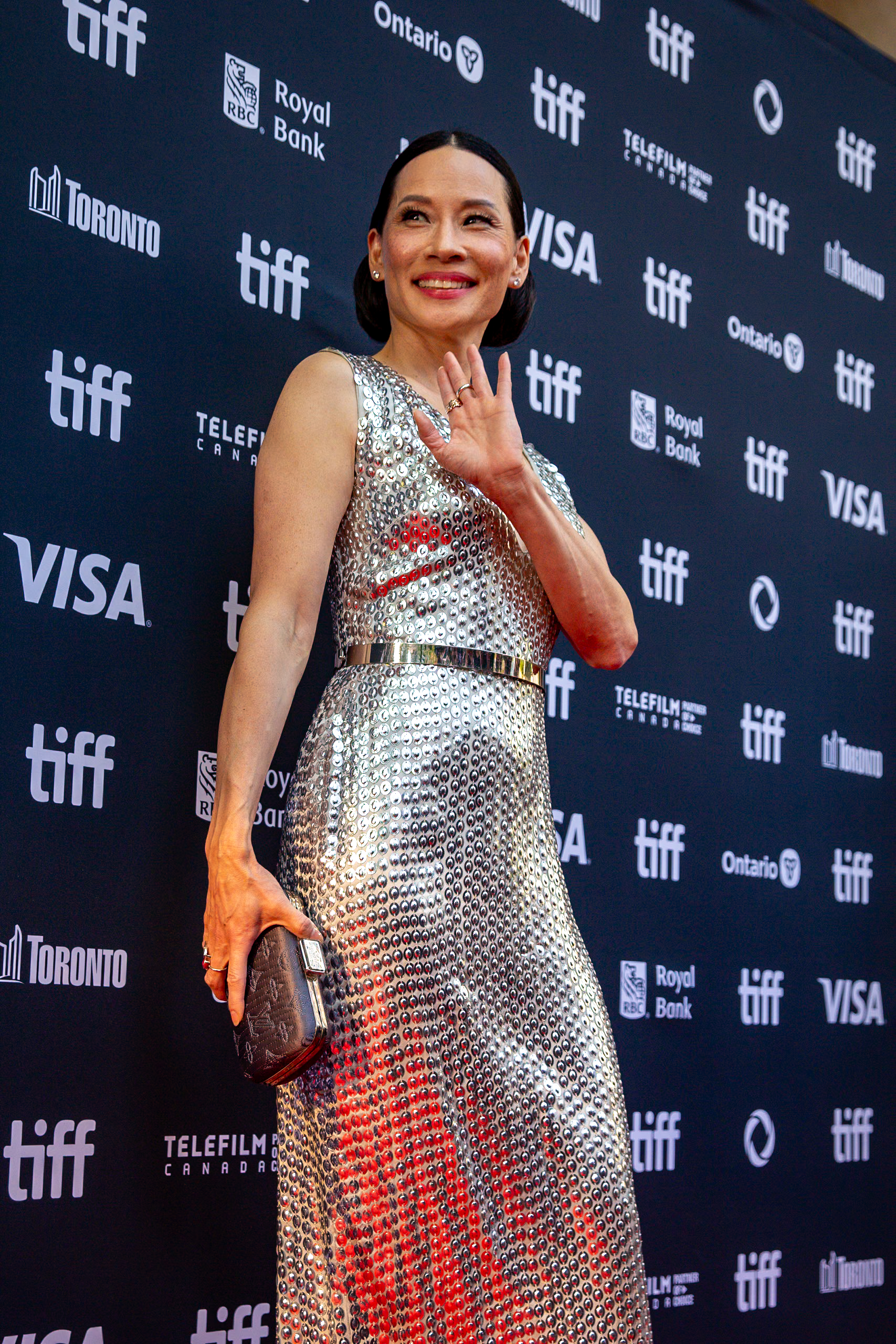
2024年のトロント国際映画祭にて

1989年に、ミシガン大学の学生演劇の舞台『不思議の国のアリス』の主役オーディションに合格して女優を始める。テレビシリーズ『アリー my Love』にゲスト出演した際、演技が反響を呼び、同番組のレギュラーとなる。この作品でエミー賞の助演女優賞にノミネートされた。
『アリーmyラブ』以降は映画の出演も多くなり、『ペイバック』や『チャーリーズ・エンジェル』シリーズに出演し、アメリカ合衆国におけるアジア系女優として第一線を走る存在となっている。
米国産アニメ『カンフー・パンダ』シリーズや『ティンカー・ベル』シリーズなどで、声優も務めている。
2016年、ハーバード大学からアーティスト・オブ・ザ・イヤーとして表彰される。

## 私生活
彼女は両親の労働観から「私は常にマルチタスキングである。そして、すぐに10のことをする」と述べている。
ロック・クライミング、スキー、乗馬、アコーディオンと、多彩な趣味の持ち主。アーティストでもあり、1993年にはソーホーの展覧会で注目され、奨学金を貰って中国へ作品制作に行った事もある。彼女の作品は、写真にセラミック、紙、絵具などをコラージュしたものだという。英語の他にイタリア語とスペイン語 、わずかながら日本語も話せる。
インタビューでは、バイセクシュアルである事をほのめかすような発言をしている。
過去に乳がんを患ったことがある。2001年、乳がんの研究と教育のためにリー国立デニム・デイファンドのスポークマンを務めていた。2005年にユニセフ大使に任命され、その活動の一環でパキスタンとレソトを訪れている。2007年にMTV EXITキャンペーンのアジアの人身売買への認識を高めるために制作されたドキュメンタリーのホストをつとめた。2006年初めに、今日のメディアにおいて最も有名なアジア系アメリカ人としてアジア・エクセレンス・アワードのヴィジビリティー部門を受賞した。彼女はアメリカのコント番組『サタデー・ナイト・ライブ』でホストを務めた初のアジア系アメリカ人の女性である。
ライター・映画監督のザック・ヘルム、俳優のウィル・マコーマック、投資家のノーム・ゴッテスマン等との交際歴がある。
2015年8月27日、自身のTwitter及びInstagramのアカウントにて、第一子となる息子ロックウェル・ロイド・リューが代理母出産によって誕生したことを発表した。

## 主な出演作

### 映画
| 公開年 | 邦題 原題                                                                   | 役名                 | 備考                                 | 日本語吹き替え                                                           |
| ------ | --------------------------------------------------------------------------- | -------------------- | ------------------------------------ | ------------------------------------------------------------------------ |
| 1996   | ザ・エージェント Jerry Maguire                                              | 元ガールフレンド     |                                      |                                                                          |
| 1997   | グリッドロック Gridlock'd                                                   | Cee-Cee              |                                      | 不明                                                                     |
| 1999   | ワイルドスティンガー Love Kills                                             | Kashi                |                                      |                                                                          |
| 1999   | ペイバック Payback                                                          | パール               |                                      | 雨蘭咲木子（ソフト版） 松本梨香（日本テレビ版） 阿部桐子（テレビ朝日版） |
| 1999   | トゥルー・クライム True Crime                                               | トイショップ・ガール |                                      | 岡村明美（ソフト版） 阿部桐子（日本テレビ版）                            |
| 1999   | モリー Molly                                                                | ブレンダ             |                                      |                                                                          |
| 1999   | 宇宙で最も複雑怪奇な交尾の儀式 The Mating Habits of the Earthbound Human    | リディア             |                                      |                                                                          |
| 1999   | マイ スウィート ガイズ Play It to the Bone                                  | リア                 |                                      |                                                                          |
| 2000   | シャンハイ・ヌーン Shanghai Noon                                            | ペペ姫               |                                      | 阿部桐子（ソフト版） 朴璐美（テレビ朝日版）                              |
| 2000   | チャーリーズ・エンジェル Charlie's Angels                                   | アレックス・マンディ |                                      | 高山みなみ（ソフト版） 朴璐美（テレビ朝日版）                            |
| 2001   | ホテル Hotel                                                                | カウィカ             |                                      | 不明                                                                     |
| 2002   | バリスティック Ballistic: Ecks vs. Sever                                    | シーバー             |                                      | 高山みなみ（ソフト版） 朴璐美（テレビ朝日版）                            |
| 2002   | カンパニー・マン Cypher                                                     | リタ・フォスター     |                                      | 米本千珠                                                                 |
| 2002   | シカゴ Chicago                                                              | キティ               |                                      | 阿部桐子                                                                 |
| 2003   | キル・ビル Vol.1 Kill Bill: Vol.1                                           | オーレン・石井       |                                      | 小山茉美/Nona（英語部分）                                                |
| 2003   | チャーリーズ・エンジェル フルスロットル Charlie's Angels: Full Throttle     | アレックス・マンディ |                                      | 高山みなみ（劇場公開版） 朴璐美（テレビ朝日版）                          |
| 2004   | キル・ビル Vol.2 Kill Biil: Vol.2                                           | オーレン・石井       |                                      | 小山茉美/Nona（英語部分）                                                |
| 2004   | ムーラン2 Mulan ii                                                          | メイ                 | 声の出演                             | 阿部桐子（台詞） 平澤由美（歌）                                          |
| 2005   | ルーシー・リューの「3本の針」 3 Needles                                     | チンピン             |                                      |                                                                          |
| 2005   | ドミノ Domino                                                               | タリン・マイルズ     |                                      | 坪井木の実                                                               |
| 2006   | ラッキーナンバー7 Luckey Number Slevin                                      | リンジー             |                                      | 湯屋敦子                                                                 |
| 2007   | ブラッド Rise：Blood Hunter                                                 | セイディー・ブレイク |                                      | 朴璐美                                                                   |
| 2007   | Watching the Detectives                                                     | ヴァイオレット       |                                      | N/A                                                                      |
| 2008   | カンフー・パンダ Kung Fu Panda                                              | マスター・ヘビ       | 声の出演                             | MEGUMI                                                                   |
| 2008   | ティンカー・ベル Tinker Bell                                                | シルバーミスト       | OVA、声の出演                        | 高橋理恵子                                                               |
| 2009   | アフロサムライ:レザレクション Afro Samurai: Resurrection                    | シヲ                 | 声の出演                             |                                                                          |
| 2009   | ティンカー・ベルと月の石 Tinker Bell                                        | シルバーミスト       | OVA、声の出演                        | 高橋理恵子                                                               |
| 2010   | ティンカー・ベルと妖精の家 Tinker Bell and the Great Fairy Rescue           | シルバーミスト       | OVA、声の出演                        | 高橋理恵子                                                               |
| 2011   | デタッチメント 優しい無関心 Detachment                                      | ドリス・パーカー     |                                      |                                                                          |
| 2011   | Tinker Bell and the Pixie Hollow Games                                      | シルバーミスト       | OVA、声の出演                        | N/A                                                                      |
| 2011   | カンフー・パンダ2 Kung Fu Panda 2                                           | マスター・ヘビ       | 声の出演                             | MEGUMI                                                                   |
| 2011   | Someday This Pain Will Be Useful to You                                     | ロウィーナ・アドラー |                                      | N/A                                                                      |
| 2012   | ダメ男がモテる本当の理由 The Trouble with Bliss                             | アンドレア           |                                      |                                                                          |
| 2012   | ティンカー・ベルと輝く羽の秘密 Tinker Bell and the Great Fairy Rescue       | シルバーミスト       | OVA、声の出演                        | 高橋理恵子                                                               |
| 2012   | アイアン・フィスト The Man with the Iron Fists                              | マダム・ブロッサム   |                                      | 坂井恭子                                                                 |
| 2014   | ティンカー・ベルとネバーランドの海賊船 The Pirate Fairy                     | シルバーミスト       | OVA、声の出演                        | 高橋理恵子                                                               |
| 2014   | かぐや姫の物語 The Tale of the Princess Kaguya                              | 相模                 | 英語及びマンダリン吹替え版、声の出演 | 高畑淳子（原語の声優）                                                   |
| 2014   | ティンカー・ベルと流れ星の伝説 Tinker Bell and the Legend of the Neverbeast | シルバーミスト       | OVA、声の出演                        | 高橋理恵子                                                               |
| 2016   | カンフー・パンダ3 Kung Fu Panda 3                                           | マスター・ヘビ       | 声の出演                             | 朴璐美                                                                   |
| 2018   | フューチャーワールド Future World                                           | クイーン             |                                      | 安原麗子                                                                 |
| 2018   | セットアップ: ウソつきは恋のはじまり Set It Up                              | クリステン           |                                      | 斎藤恵理                                                                 |
| 2020   | ステージ・マザー Stage Mother                                               | シエナ               |                                      | 不明                                                                     |
| 2022   | ストレンジ・ワールド/もうひとつの世界 Strange World                         | カリスト・マル       | 声の出演                             | 沢海陽子                                                                 |
| 2023   | シャザム!〜神々の怒り〜 Shazam! Fury of the Gods                            | カリプソ             |                                      | 朴璐美                                                                   |
| 2024   | プレゼンス 存在 Presence                                                    | レベッカ・ペイン     |                                      |                                                                          |
| 2024   | ガーディアンと魔法の虎 The Tiger's Apprentice                               | クア シンシア        | 声の出演                             | 不明（クア） 岡村明美（シンシア）                                        |
| 2024   | Old Guy                                                                     | Anata                |                                      |                                                                          |
| 2024   | レッド・ワン Red One                                                        | ゾーイ               |                                      | 朴璐美                                                                   |

### テレビシリーズ
| 放映年    | 邦題 原題                                            | 役名                 | 備考                                      | 日本語吹き替え                            |
| --------- | ---------------------------------------------------- | -------------------- | ----------------------------------------- | ----------------------------------------- |
| 1991      | ビバリーヒルズ高校白書 Beaverly Hills, 90210         | コートニー           | シーズン2第29話「やがて夏の終わる時」     |                                           |
| 1995      | ER緊急救命室 ER                                      | メイ・スン           | シーズン2の3エピソードに出演              | 川田妙子                                  |
| 1996      | X-ファイル The X-Files                               | キム                 | シーズン3「賭博」                         | 不明                                      |
| 1996      | 刑事ナッシュ・ブリッジス Nash Bridges                | ジョイ・パウエル     | シーズン1、エピソード Genesis             | 石塚理恵（テレビ東京版） 不明（ソフト版） |
| 1996      | ハイ・インシデント/警察ファイルJ High Incident       | Officer Whin         | 2エピソードに出演                         | 不明                                      |
| 1996-1997 | Pearl                                                | エミー・リー         | 22エピソードに出演                        | N/A                                       |
| 1997      | NYPDブルー NYPD Blue                                 | エイミー             | エピソード A Wrenching Experience         |                                           |
| 1998-2002 | アリー my Love Ally McBeal                           | リン・ウー           | シーズン2 - シーズン5、72エピソードに出演 | 阿部桐子                                  |
| 2004-2005 | ジョーイ Joey                                        | ローレン・ベック     | 3エピソードに出演                         | 不明                                      |
| 2007      | アグリー・ベティ Ugly Betty                          | グレイス・チン弁護士 | 2エピソードに出演                         | 阿部桐子                                  |
| 2008      | カシミアマフィア Cashmere Mafia                      | ミア・メイソン       | 7エピソードに出演                         | 湯屋敦子                                  |
| 2008-2009 | ダーティ・セクシー・マネー Dirty Sexy Money          | ノラ・ライオンズ     | 13エピソードに出演                        | 魏涼子                                    |
| 2010      | Marry Me 〜本命彼女はモテ期中!?〜 Marry Me           | レイ・アン・カーター | 2エピソードに出演                         |                                           |
| 2012      | サウスランド Southland                               | ジェシカ・タン       | 10エピソードに出演                        |                                           |
| 2012-2019 | エレメンタリー ホームズ&ワトソン in NY Elementary    | ジョーン・ワトソン   | 154エピソードに出演                       | 田中敦子                                  |
| 2021      | ラリーのミッドライフ★クライシス Curb Your Enthusiasm | 本人役               | シーズン11、1エピソードに出演             |                                           |
| 2014      | 成りあがり者 A Man in Full                           | ジョイス・ニューマン | シーズン1                                 |                                           |

### テレビアニメ
- フューチュラマ Futurama(2001 - 2002) ※ゲスト、本人役
- キング・オブ・ザ・ヒル King of the Hill (2002) ※ゲスト
- ジャッキー・チェン・アドベンチャー Jackie Chan Adventures(2004 - 2005)※ゲスト、大人になったジェイド・チェン 役
- ザ・シンプソンズ The Simpsons (2005) ※ゲスト
- スター・ウォーズ: ビジョンズ Star Wars: Visions (2021) ※野盗のボス 役（英語吹き替え版）

### ゲーム
- SSX TRICKY SSX Tricky(2001)
- スリーピングドックス　香港秘密警察　－　ヴィヴィアン・ルー役（2012年）

## 日本語吹き替え
主に朴璐美と阿部桐子が担当している。
WOWOWで放送していたエレメンタリー ホームズ&ワトソン in NYでは田中敦子がシリーズを通じて担当した。